# Zaion: I Wish You Were Here
Zaion: I Wish You Were Here (あなたがここにいてほしい) é um anime de ficção científica produzido pelo estúdio de animação GONZO. Zaion foi lançado em 4 OVAs no Japão em 2004.  Zaion foi licenciado para um lançamento em inglês na América do Norte pela ADV Films.

## História
O enredo tem como tema a tentativa de exterminar o vírus M34 que, ao se instalar no corpo humano, transforma os infectados em monstros, cuja única forma de destruí-los é matando-os, já que a doença é incurável.
Os responsáveis por exterminar o vírus M34 e seus infectados são os soldados do governo japonês, mais conhecidos como NOA's. Os NOA's nada mais são do que soldados que possuem 'Nano Machines' dentro de seus corpos. Essas 'Nano Machines' são misturadas à corrente sanguínea dos soldados e fluem com a circulação normal em seus corpos. Elas se tornam uma armadura especial que cobre os corpos dos soldados, protegendo-os de uma variedade de tensões e ataques físicos, incluindo radiação, gás tóxico e armas bacterianas. Yuuji Tamiya é o NOA principal, porém, ao lutar contra algo que pode causar a extinção da raça humana, a tarefa torna-se ainda mais física e psicologicamente complexa.
Certo dia, durante o período de descanso, Yuuji acaba escutando um comentário que pode mudar tudo: construíram uma nova arma que pode substituí-los. E essa nova arma é uma garota com um dom extremamente especial, o qual, com uma simples ação, pode destruir os mais poderosos inimigos. A garota chama-se Ai, sempre solitária, nunca possuiu sequer algum amigo. Yuuji e a doutora Tatsumi são as únicas pessoas por quem Ai sente algum afeto

## Episódios
1. Encounter (Encontro)
2. Farewel (Despedida)
3. Notice (Notícia)
4. Presençe (Presença)